# Discographie des Scorpions
Cet article présente la discographie du groupe de hard rock  allemand, Scorpions. Depuis 1972, le groupe a enregistré dix-neuf albums studios et sept albums live. Vingt-huit singles sortiront pour promouvoir ces albums. Plusieurs dizaines de compilations regrouperont les meilleurs titres du groupe.
Les ventes de disques sont estimées, au niveau mondial, à plus de 100 millions.

## Présentation

### Première période
Fondé en 1965 par le guitariste Rudolf Schenker et le batteur Wolfgang Dziony, il faudra attendre 1969 et l'apport de Klaus Meine au chant et du frère de Rudolf,  Michael à la guitare pour voir les cinq musiciens (le bassiste Lothar Heimberg est arrivé en 1967) s'atteler à l'écriture du premier album des Scorpions. Après avoir signé avec le label allemand Brain en 1971, Lonesome Crow sort en février 1972, il sera précédé du single I'm Going Mad en janvier. Le groupe part en tournée à travers l'Allemagne avec notamment le groupe anglais UFO qui en profite pour débaucher le jeune guitariste prodige Michael Schenker. En 1973, le groupe perd aussi Lothar Heimberg et Wolfgang Dziony, il seront remplacés par Francis Buchholz et Jürgen Rosenthal. Arrive aussi le nouveau soliste, Uli Roth qui en plus de la guitare assure aussi le chant sur certaines de ses compositions. A part la place de batteur qui connaitra des changements (Rosenthal sera remplacé en 1975 par le belge Rudy Lenners qui sera remplacé en 1977 par Herman Rarebell) l'apport le plus important au groupe sera le producteur Dieter Dierks qui donnera au groupe le son qui l'amena sur la voie du succès. Trois albums studio et un album en public paraitront jusqu'au départ d'Uli Roth en 1977 après une dernière tournée japonaise. Tokyo Tapes, premier album "live" du groupe, sera le premier album à entrer dans les charts allemands (# 35).

### La voie du succès
Michael Schenker, en rupture avec UFO fera un court retour au sein du groupe, pour placer quelques parties de guitare sur l'album Lovedrive mais sera remplacé définitivement par un ami de Francis Buchholz, Matthias Jabs. L'album cartonnera en Allemagne(# 11) mais aussi aux États-Unis où le groupe fera son entrée au Billboard 200 où il atteindra la 55e place. Que dire de la France, 10e place des meilleures ventes d'album et disque d'or. Le groupe connaîtra alors avec ce line-up un immense succès pendant plus une décennie classant tous ses album dans le top 10 en Allemagne avec notamment l'album Crazy World qui atteindra la première place. Le succès est aussi international en Europe mais aussi en Amérique du Nord où par exemple l'album Love at First Sting se vendra à plus de trois millions exemplaires aux États-Unis. Francis Buchholz quittera le groupe en 1992 et Herman Rarebell fera de même en 1996 laissant alors Klaus Meine, Rudolf Schenker et Matthis Jabs comme seuls musiciens faisant toujours partie du groupe à nos jour.

### Toujours présent en 2025
La sortie des albums studios ralentira à partir de 1996, le groupe ne sortira plus que six album studio jusqu'en 2025 mais restera une valeur sure, même si les ventes sont moindres. La place de bassiste et celle de batteur connaitront aussi quelques changements depuis 1996. Le dernier album en date Rock Believer se classa à la 2e place des charts allemands et français. Ils sortiront un album live intitulé Coming Home Live à l'issu du concert anniversaire des 60 ans de carrière de Scorpions à Hanovre.

## Différentes formations
| Scorpions 1 - Klaus Meine: chant - Rudolf Schenker: guitare rythmique - Michael Schenker: guitare solo - Lothar Heimberg: basse - Wolfgang Dziony: batterie Scorpions 2 - Klaus Meine: chant - Rudolf Schenker: guitare rythmique, chœurs - Uli Jon Roth: guitare solo, chant - Francis Buchholz: basse - Jürgen Rosenthal: batterie Scorpions 3 - Klaus Meine: chant - Rudolf Schenker: guitare rythmique, chœurs - Uli Jon Roth: guitare solo, chant - Francis Buchholz: basse - Rudy Lenners: batterie Scorpions 4 - Klaus Meine: chant - Rudolf Schenker: guitare rythmique, chœurs - Uli Jon Roth: guitare solo, chant - Francis Buchholz: basse - Herman Rarebell: batterie Scorpions 5 - Klaus Meine: chant - Rudolf Schenker: guitare rythmique, chœurs - Matthias Jabs: guitare solo - Francis Buchholz: basse - Herman Rarebell: batterie - Michael Schenker: guitare solo Scorpions 6 - Klaus Meine: chant - Rudolf Schenker: guitare rythmique, chœurs - Matthias Jabs: guitare solo - Francis Buchholz: basse - Herman Rarebell: batterie | Scorpions 7 - Klaus Meine: chant - Rudolf Schenker: guitare rythmique, chœurs - Matthias Jabs: guitare solo - Ralph Rieckermann: basse - Herman Rarebell: batterie Scorpions 8 - Klaus Meine: chant - Rudolf Schenker: guitare rythmique, chœurs - Matthias Jabs: guitare solo - Ralph Rieckermann: basse - Curt Cress: batterie Scorpions 9 - Klaus Meine: chant - Rudolf Schenker: guitare rythmique, chœurs - Matthias Jabs: guitare solo - Ralph Rieckermann: basse - James Kottak: batterie Scorpions 10 - Klaus Meine: chant - Rudolf Schenker: guitare rythmique, chœurs - Matthias Jabs: guitare solo - Paweł Mąciwoda: basse - James Kottak: batterie Scorpions 11 - Klaus Meine: chant - Rudolf Schenker: guitare rythmique, chœurs - Matthias Jabs: guitare solo - Paweł Mąciwoda: basse - Mikkey Dee: batterie |

## Albums

### Albums studio
| Titre                                                                          | Détails                                                                        | Classements des ventes | Classements des ventes | Classements des ventes | Classements des ventes | Classements des ventes | Classements des ventes | Classements des ventes | Classements des ventes | Classements des ventes | Classements des ventes | Classements des ventes | Classements des ventes | Classements des ventes | Classements des ventes | Classements des ventes | Classements des ventes | Classements des ventes | Classements des ventes | Certifications                                                                                     |
| Titre                                                                          | Détails                                                                        | ALL                    | AUS                    | AUT                    | BEL                    | BEL                    | CAN                    | ESP                    | FIN                    | FRA                    | ITA                    | NOR                    | N-Z                    | P-B                    | POR                    | SUÈ                    | SUI                    | UK                     | USA                    | Certifications                                                                                     |
| Titre                                                                          | Détails                                                                        | ALL                    | AUS                    | AUT                    | (V)                    | (W)                    | CAN                    | ESP                    | FIN                    | FRA                    | ITA                    | NOR                    | N-Z                    | P-B                    | POR                    | SUÈ                    | SUI                    | UK                     | USA                    | Certifications                                                                                     |
| ------------------------------------------------------------------------------ | ------------------------------------------------------------------------------ | ---------------------- | ---------------------- | ---------------------- | ---------------------- | ---------------------- | ---------------------- | ---------------------- | ---------------------- | ---------------------- | ---------------------- | ---------------------- | ---------------------- | ---------------------- | ---------------------- | ---------------------- | ---------------------- | ---------------------- | ---------------------- | -------------------------------------------------------------------------------------------------- |
| Lonesome Crow                                                                  | - Sortie : 9 février 1972 - Label : Brain - Formation : Scorpions 1            | —                      | —                      | —                      | —                      | —                      | —                      | —                      | —                      | —                      | —                      | —                      | —                      | —                      | —                      | —                      | —                      | —                      | —                      | —                                                                                                  |
| Fly to the Rainbow                                                             | - Sortie : 1er novembre 1974 - Label : RCA - Formation : Scorpions 2           | —                      | —                      | —                      | —                      | —                      | —                      | —                      | —                      | —                      | —                      | —                      | —                      | —                      | —                      | —                      | —                      | —                      | —                      | —                                                                                                  |
| In Trance                                                                      | - Sortie : 17 septembre 1975 - Label : RCA - Formation : Scorpions 3           | —                      | —                      | —                      | —                      | —                      | —                      | —                      | —                      | —                      | —                      | —                      | —                      | —                      | —                      | —                      | —                      | —                      | —                      | —                                                                                                  |
| Virgin Killer                                                                  | - Sortie : 9 octobre 1976 - Label : RCA - Formation : Scorpions 3              | —                      | —                      | —                      | —                      | —                      | —                      | —                      | —                      | —                      | —                      | —                      | —                      | —                      | —                      | —                      | —                      | —                      | —                      | —                                                                                                  |
| Taken by Force                                                                 | - Sortie : 4 décembre 1977 - Label : RCA - Formation : Scorpions 4             | —                      | —                      | —                      | —                      | 139                    | —                      | —                      | —                      | —                      | —                      | —                      | —                      | —                      | —                      | —                      | —                      | —                      | —                      | —                                                                                                  |
| Lovedrive                                                                      | - Sortie : 25 février 1979 - Label : EMI / Harvest - Formation : Scorpions 5   | 11                     | —                      | —                      | —                      | 124                    | —                      | —                      | —                      | 10                     | —                      | —                      | —                      | —                      | —                      | 32                     | —                      | 36                     | 55                     | : Or · : Or · : Or                                                                                 |
| Animal Magnetism                                                               | - Sortie: 31 mars 1980 - Label : EMI/Harvest - Formation : Scorpions 6         | 12                     | —                      | —                      | —                      | 137                    | 76                     | —                      | —                      | —                      | —                      | —                      | —                      | —                      | —                      | 37                     | —                      | 23                     | 52                     | : Or · : Platine                                                                                   |
| Blackout                                                                       | - Sortie : 29 mars 1982 - Label : EMI/Harvest - Formation : Scorpions 6        | 10                     | —                      | —                      | —                      | 95                     | 11                     | —                      | —                      | 1                      | —                      | —                      | —                      | 45                     | —                      | 12                     | 77                     | 11                     | 10                     | : Platine · : Or · : Platine                                                                       |
| Love at First Sting                                                            | - Sortie: 27 mars 1984 - Label : EMI/Harvest - Formation : Scorpions 6         | 6                      | —                      | 19                     | —                      | 100                    | 15                     | 90                     | —                      | 4                      | —                      | —                      | 48                     | —                      | —                      | 17                     | 9                      | 17                     | 6                      | : Or · : 2 × Platine · : 3 × Platine                                                               |
| Savage Amusement                                                               | - Sortie: 16 avril 1988 - Label : EMI/Harvest - Formation : Scorpions 6        | 4                      | —                      | 18                     | —                      | 117                    | 25                     | —                      | —                      | 16                     | 17                     | 5                      | —                      | 24                     | —                      | 2                      | 5                      | 18                     | 5                      | : Or · : Platine · : Or · : Or · : Or · : Platine                                                  |
| Crazy World                                                                    | - Sortie : 6 novembre 1990 - Label : Mercury - Formation : Scorpions 6         | 1                      | 49                     | 1                      | —                      | —                      | 20                     | —                      | —                      | 2                      | 12                     | 4                      | —                      | 6                      | —                      | 6                      | 3                      | 27                     | 21                     | : 2 × Platine · : Platine · : 2 × Platine · : Or · : Or · : 2 × Platine · : Argent · : 2 × Platine |
| Face the Heat                                                                  | - Sortie : 21 septembre 1993 - Label : Mercury - Formation : Scorpions 7       | 4                      | —                      | 12                     | —                      | —                      | 34                     | —                      | —                      | 5                      | 22                     | —                      | —                      | 34                     | —                      | 15                     | 9                      | 51                     | 24                     | Or · : Or                                                                                          |
| Pure Instinct                                                                  | - Sortie : 21 mai 1996 - Label : EastWest Records - Formation : Scorpions 8    | 8                      | —                      | 20                     | —                      | 37                     | —                      | —                      | 10                     | 11                     | —                      | —                      | —                      | 95                     | —                      | 38                     | 15                     | —                      | 99                     | : Or · : Or · : Or ·                                                                               |
| Eye II Eye                                                                     | - Sortie : 9 mars 1999 - Label : EastWest Records - Formation : Scorpions 9    | 6                      | —                      | —                      | —                      | —                      | —                      | —                      | 37                     | 50                     | —                      | —                      | —                      | —                      | —                      | —                      | 49                     | —                      | —                      | —                                                                                                  |
| Unbreakable                                                                    | - Sortie : 4 mai 2004 - Label : BMG / Ariola - Formation : Scorpions 10        | 4                      | —                      | 30                     | —                      | 74                     | —                      | —                      | 15                     | 42                     | 32                     | —                      | —                      | —                      | —                      | 14                     | 19                     | —                      | —                      | —                                                                                                  |
| Humanity: Hour 1                                                               | - Sortie : 14 mai 2007 - Label : BMG / Ariola - Formation : Scorpions 10       | 9                      | —                      | 41                     | —                      | 79                     | —                      | 59                     | 29                     | 16                     | 44                     | —                      | —                      | 91                     | —                      | 36                     | 27                     | —                      | 63                     | —                                                                                                  |
| Sting in the Tail                                                              | - Sortie : 19 mars 2010 - Label : Sony Music - Formation : Scorpions 10        | 2                      | —                      | 6                      | 83                     | 45                     | 22                     | 30                     | 6                      | 16                     | 39                     | —                      | —                      | 71                     | 21                     | 14                     | 6                      | 96                     | 23                     | : Platine ·                                                                                        |
| Return to Forever                                                              | - Sortie : 20 février 2015 - Label : Sony Music - Formation : Scorpions 10     | 2                      | —                      | 11                     | 36                     | 17                     | 16                     | 11                     | 7                      | 5                      | 28                     | —                      | —                      | 39                     | 17                     | 17                     | 2                      | 31                     | 65                     | —                                                                                                  |
| Rock Believer                                                                  | - Sortie : 25 février 2022 - Label : Vertigo Berlin - Formation : Scorpions 11 | 2                      | —                      | 4                      | 3                      | 1                      | 60                     | 5                      | 3                      | 2                      | 24                     | —                      | —                      | 15                     | 5                      | 6                      | 2                      | 18                     | 59                     | —                                                                                                  |
| "—" indique que l'album n'entra pas dans les classements musicaux de ces pays. |                                                                                |                        |                        |                        |                        |                        |                        |                        |                        |                        |                        |                        |                        |                        |                        |                        |                        |                        |                        | |

### Albums enregistrés en public
| Tokyo Tapes                                                                    | - Sortie : 15 août 1978 - Label : RCA - Formation : Scorpions 4                              | 35 | —  | —   | 165 | —  | —  | 14 | —  | —  | 42 | —  | —  | —   | : Or                                |
| World Wide Live                                                                | - Sortie : 20 juin 1985 - Label : EMI / Harvest - Formation : Scorpions 6                    | 4  | 4  | —   | 110 | 39 | 78 | 20 | 47 | —  | 9  | 18 | 18 | 14  | : Or · : Platine · : Or · : Platine |
| Live Bites                                                                     | - Sortie : 3 avril 1995 - Label : Mercury / Polygram - Formation : Scorpions 7               | 66 | —  | —   | —   | —  | —  | —  | —  | —  | —  | —  | —  | —   | —                                   |
| Acoustica                                                                      | - Sortie : 14 mai 2001 - Label : EastWest Records - Formation : Scorpions 9                  | 13 | —  | —   | —   | —  | —  | 46 | —  | 17 | —  | 35 | —  | —   | —                                   |
| Live 2011: Get Your Sting - Blackout                                           | - Sortie : 14 octobre 2011 - Label : Sony Music - Formation : Scorpions 10                   | —  | —  | —   | 105 | —  | —  | —  | —  | —  | —  | —  | —  | —   | —                                   |
| MTV Unplugged : Live In Athens                                                 | - Sortie : 29 novembre 2013 - Label : Sony Music - Formation : Scorpions 10                  | 5  | 37 | 195 | 90  | —  | 50 | 85 | —  | —  | —  | 29 | —  | 113 | : Or ·                              |
| Coming Home Live                                                               | - Sortie : 14 novembre 2025 - Label : Spinefarm/Vertigo/Universal - Formation : Scorpions 11 |    |    |     |     |    |    |    |    |    |    |    |    |     |                                     |
| "—" indique que l'album n'entra pas dans les classements musicaux de ces pays. |                                                                                              |    |    |     |     |    |    |    |    |    |    |    |    |     |                                     |

### Principales compilations
| Titre                                                                          | Détails                                                     | Classements des ventes | Classements des ventes | Classements des ventes | Classements des ventes | Classements des ventes | Classements des ventes | Classements des ventes | Classements des ventes | Classements des ventes | Classements des ventes | Classements des ventes | Classements des ventes | Classements des ventes | Classements des ventes | Certifications                        |
| Titre                                                                          | Détails                                                     | ALL                    | AUT                    | BEL                    | BEL                    | ESP                    | FIN                    | FRA                    | ITA                    | NOR                    | P-B                    | POR                    | SUÈ                    | SUI                    | USA                    | Certifications                        |
| Titre                                                                          | Détails                                                     | ALL                    | AUT                    | (V)                    | (W)                    | ESP                    | FIN                    | FRA                    | ITA                    | NOR                    | P-B                    | POR                    | SUÈ                    | SUI                    | USA                    | Certifications                        |
| ------------------------------------------------------------------------------ | ----------------------------------------------------------- | ---------------------- | ---------------------- | ---------------------- | ---------------------- | ---------------------- | ---------------------- | ---------------------- | ---------------------- | ---------------------- | ---------------------- | ---------------------- | ---------------------- | ---------------------- | ---------------------- | ------------------------------------- |
| Best of Scorpions                                                              | - Sortie : 17 novembre 1979 - Label : BMG / Ariola Hamburg  | —                      | —                      | —                      | —                      | —                      | —                      | —                      | —                      | —                      | —                      | —                      | —                      | —                      | 180                    | —                                     |
| Hot and Heavy                                                                  | - Sortie : 4 mai 1982 - Label : RCA Records                 | —                      | —                      | —                      | —                      | —                      | —                      | —                      | —                      | —                      | —                      | —                      | —                      | —                      | —                      | —                                     |
| Gold Ballads                                                                   | - Sortie : 13 octobre 1984 - Label : EMI / Harvest          | 25                     | —                      | —                      | —                      | —                      | —                      | —                      | —                      | —                      | 11                     | —                      | —                      | 7                      | —                      | —                                     |
| Best of Scorpions Vol. 2                                                       | - Sortie : 10 juillet 1984 - Label : RCA                    | —                      | —                      | —                      | —                      | —                      | —                      | —                      | —                      | —                      | —                      | —                      | —                      | —                      | 175                    | —                                     |
| Best of Rockers 'n' Ballads                                                    | - Sortie : 29 novembre 1989 - Label : EMI / Harvest         | 14                     | —                      | —                      | —                      | —                      | —                      | —                      | —                      | —                      | 92                     | —                      | 35                     | 21                     | 43                     | : Or · : Or · : Or · : Or · : Platine |
| Hot and Slow : The Best of the Ballads                                         | - Sortie : 12 octobre 1991 - Label : RCA                    | —                      | —                      | —                      | —                      | —                      | —                      | —                      | —                      | —                      | —                      | —                      | —                      | —                      | —                      | Or                                    |
| Still Loving You                                                               | - Sortie : 17 mars 1992 - Label : EMI / Harvest             | 18                     | 32                     | —                      | 40                     | —                      | —                      | 4                      | 12                     | 14                     | 16                     | —                      | 30                     | 24                     | —                      | : Or · : Platine ·                    |
| Hot and Hard                                                                   | - Sortie : 23 août 1993 - Label : RCA                       | —                      | —                      | —                      | —                      | —                      | —                      | —                      | —                      | —                      | —                      | —                      | —                      | —                      | —                      | —                                     |
| Deadly Sting                                                                   | - Sortie : 22 février 1995 - Label : Mercury                | 28                     | 39                     | —                      | —                      | —                      | —                      | 15                     | —                      | —                      | —                      | —                      | —                      | 32                     | —                      | —                                     |
| Born to Touch Your Feelings                                                    | - Sortie : 20 mars 1995 - Label : RCA                       | —                      | —                      | —                      | —                      | —                      | —                      | —                      | —                      | —                      | —                      | —                      | —                      | —                      | —                      | —                                     |
| Still Loving You - The Best of                                                 | - Sortie : 14 mars 1997 - Label : EMI / Odeon               | —                      | —                      | —                      | —                      | —                      | —                      | 8                      | —                      | —                      | —                      | —                      | —                      | —                      | —                      | : Or                                  |
| Best                                                                           | - Sortie : 17 septembre 1999 - Label : EMI                  | —                      | —                      | —                      | —                      | 51                     | 12                     | 8                      | —                      | 10                     | —                      | —                      | 19                     | —                      | —                      | : Platine · : 2 × Or · : Or ·         |
| Moment of Glory                                                                | - Sortie : 8 août 2000 - Label : EMI Classics               | —                      | —                      | —                      | —                      | 51                     | 12                     | 8                      | —                      | 10                     | —                      | —                      | 19                     | —                      | —                      | : Or ·                                |
| Bad for Good: The Very Best of Scorpions                                       | - Sortie : 28 mai 2002 - Label : UMG                        | —                      | —                      | —                      | —                      | —                      | —                      | —                      | —                      | —                      | —                      | —                      | —                      | —                      | 161                    | —                                     |
| Classic Bites                                                                  | - Sortie : septembre 2002 - Label : Spectrum Music          | —                      | —                      | —                      | —                      | 88                     | —                      | —                      | —                      | —                      | —                      | —                      | —                      | —                      | —                      | —                                     |
| Comeblack                                                                      | - Sortie : 4 novembre 2011 - Label : Sony Music             | 25                     | 67                     | —                      | 100                    | —                      | —                      | 22                     | —                      | —                      | —                      | 20                     | —                      | 33                     | 90                     | —                                     |
| The Platinum Collection                                                        | - Sortie : 16 septembre 2008 - Label : EMI                  | —                      | —                      | —                      | 92                     | 78                     | 7                      | 5                      | 79                     | —                      | —                      | 25                     | —                      | —                      | —                      | —                                     |
| 50th Anniversary Deluxe Editions (Vinyl Boxset)                                | - Sortie : novembre 2015 - Coffret 10 Lp / Cd - Label : BMG | 97                     | —                      | —                      | —                      | —                      | —                      | —                      | —                      | —                      | —                      | —                      | —                      | —                      | —                      | —                                     |
| Born to Touch Your Feelings: The Best of Rock Ballads                          | - Sortie : 24 novembre 2017 - Label : Sony Music Germany    | 42                     | —                      | 54                     | 56                     | 43                     | —                      | 100                    | —                      | —                      | —                      | 23                     | —                      | 48                     | —                      | —                                     |
| From the First Sting                                                           | - Sortie : 26 novembre 2025 - Label : BMG                   |                        |                        |                        |                        |                        |                        |                        |                        |                        |                        |                        |                        |                        |                        |                                       |
| "—" indique que l'album n'entra pas dans les classements musicaux de ces pays. |                                                             |                        |                        |                        |                        |                        |                        |                        |                        |                        |                        |                        |                        |                        |                        |                                       |

## Singles

### Singles de 1975 à 1990
| Titre                                                                          | Détails                                                                                            | Classements des ventes | Classements des ventes | Classements des ventes | Classements des ventes | Classements des ventes | Classements des ventes | Classements des ventes | Classements des ventes | Classements des ventes | De l'album                  |
| Titre                                                                          | Détails                                                                                            | ALL                    | BEL                    | CAN                    | FRA                    | P-B                    | SUI                    | UK                     | USA Hot 100            | USA Main.              | De l'album                  |
| ------------------------------------------------------------------------------ | -------------------------------------------------------------------------------------------------- | ---------------------- | ---------------------- | ---------------------- | ---------------------- | ---------------------- | ---------------------- | ---------------------- | ---------------------- | ---------------------- | --------------------------- |
| In Trance                                                                      | - Sortie : 17 septembre 1975 - Face B : Speedy's Coming - Label : RCA                              | —                      | —                      | —                      | —                      | —                      | —                      | —                      | —                      | —                      | In Trance                   |
| Pictured Life                                                                  | - Sortie : 1977 - Face B : Catch Your Train - Label : RCA - Japon uniquement                       | —                      | —                      | —                      | —                      | —                      | —                      | —                      | —                      | —                      | Virgin Killer               |
| Virgin Killer                                                                  | - Sortie : 1977 - Face B : Hell Cat - Label : RCA - Japon uniquement                               | —                      | —                      | —                      | —                      | —                      | —                      | —                      | —                      | —                      | Virgin Killer               |
| He's a Woman She's a Man                                                       | - Sortie : 4 décembre 1977 - Face B : Suspender Love - Label : RCA                                 | —                      | —                      | —                      | —                      | —                      | —                      | —                      | —                      | —                      | Taken by Force              |
| The Sails of Charon                                                            | - Sortie : 1978 - Face B : Steamrock Fever - Label : RCA - Japon uniquement                        | —                      | —                      | —                      | —                      | —                      | —                      | —                      | —                      | —                      | Taken by Force              |
| All Night Long                                                                 | - Sortie : 8 août 1978 - EP 4 titres - Label : RCA                                                 | —                      | —                      | —                      | —                      | —                      | —                      | —                      | —                      | —                      | —                           |
| Another Piece of Meat                                                          | - Sortie : 25 février 1979 - Face B : Always Somewhere - Label : EMI / Harvest                     | —                      | —                      | —                      | —                      | —                      | —                      | —                      | —                      | —                      | Lovedrive                   |
| Is There Anybody There?                                                        | - Sortie : 25 février 1979 - Face B : Another Piece of Meat - Label : EMI / Harvest                | —                      | —                      | —                      | —                      | —                      | —                      | 39                     | —                      | —                      | Lovedrive                   |
| Lovedrive                                                                      | - Sortie : 25 février 1979 - Face B : Coast to Coast - Label : EMI / Harvest                       | —                      | —                      | —                      | —                      | —                      | —                      | 69                     | —                      | —                      | Lovedrive                   |
| Make It Real                                                                   | - Sortie : 31 mars 1980 - Face B : Don't Make No Promises - Label : EMI / Harvest                  | —                      | —                      | —                      | —                      | —                      | —                      | 72                     | —                      | —                      | Animal Magnetism            |
| The Zoo                                                                        | - Sortie : 25 août 1980 - Face B : Holyday - Label : EMI / Harvest                                 | —                      | —                      | —                      | —                      | —                      | —                      | 75                     | —                      | —                      | Animal Magnetism            |
| Lady Starlight                                                                 | - Sortie : 1980 1977 - Face B : Hold Me Tight - Label : Mercury - États-Unis uniquement            | —                      | —                      | —                      | —                      | —                      | —                      | —                      | —                      | —                      | Animal Magnetism            |
| Only a Man                                                                     | - Sortie : 1980 1977 - Face B : Lady Starlight - Label : RCA - Japon uniquement                    | —                      | —                      | —                      | —                      | —                      | —                      | —                      | —                      | —                      | Animal Magnetism            |
| Hey You                                                                        | - Sortie : 1980 - Face B : The Zoo - Label : EMI / Harvest - Allemagne uniquement                  | —                      | —                      | —                      | —                      | —                      | —                      | —                      | —                      | —                      | Non-album Single            |
| No One Like You                                                                | - Sortie : 22 mars 1982 - Face B : Now! - Label : EMI / Harvest                                    | —                      | —                      | 49                     | —                      | —                      | —                      | 64                     | 65                     | 1                      | Blackout                    |
| Can't Live Without You                                                         | - Sortie : 24 mai 1982 - Face B : China White - Label : EMI / Harvest                              | —                      | —                      | —                      | 20                     | —                      | —                      | 63                     | —                      | 47                     | Blackout                    |
| Rock You Like a Hurricane                                                      | - Sortie : 9 février 1984 - Face B : Coming Home - Label : EMI / Harvest                           | —                      | —                      | 37                     | 17                     | 47                     | —                      | 78                     | 25                     | 5                      | Love at First Sting         |
| Big City Nights                                                                | - Sortie : 20 août 1984 - Face B : Bad Boys Running Wild - Label : EMI / Harvest                   | —                      | —                      | —                      | —                      | —                      | —                      | 76                     | —                      | 14                     | Love at First Sting         |
| Still Loving You                                                               | - Sortie : 19 novembre 1984 - Face B : Holyday - Label : EMI / Harvest - Certification : · Platine | 14                     | 3                      | —                      | 1                      | 5                      | 3                      | —                      | 64                     | 36                     | Love at First Sting         |
| No One Like You (Live)                                                         | - Sortie : 7 janvier 1985 - Face B : The Zoo (Live) - Label : EMI / Harvest                        | 40                     | —                      | —                      | 69                     | —                      | —                      | —                      | —                      | —                      | World Wide Live             |
| Rhythm of Love                                                                 | - Sortie : 16 mai 1988 - Face B : We Let It Rock... - Label : EMI / Harvest                        | —                      | —                      | —                      | —                      | —                      | —                      | 59                     | 75                     | 6                      | Savage Amusement            |
| Believe in Love                                                                | - Sortie : 15 août 1988 - Face B : Love On the Run - Label : EMI / Harvest                         | —                      | —                      | —                      | 89                     | —                      | —                      | —                      | —                      | 12                     | Savage Amusement            |
| Passion Rules the Game                                                         | - Sortie : 20 février 1989 - Face B : Every Minute Every Day - Label : EMI / Harvest               | —                      | —                      | —                      | —                      | —                      | —                      | 74                     | —                      | —                      | Savage Amusement            |
| I Can't Explain                                                                | - Sortie : 3 juillet 1989 - Face B : Love Drive - Label : EMI / Harvest                            | —                      | —                      | —                      | —                      | —                      | —                      | —                      | —                      | 5                      | Best of Rockers 'n' Ballads |
| Holyday                                                                        | - Sortie : 1990 - Face B : Loving You Sunday Morning - Label : EMI / Harvest                       | —                      | —                      | —                      | —                      | —                      | —                      | —                      | —                      | —                      | Best of Rockers 'n' Ballads |
| Is There Anybody There?                                                        | - Sortie : 12 mars 1990 - Face B : The Zoo - Label : EMI / Harvest - Allemagne uniquement          | —                      | —                      | —                      | —                      | —                      | —                      | —                      | —                      | —                      | Best of Rockers 'n' Ballads |
| Tease Me Please Me                                                             | - Sortie : 6 novembre 1990 - Face B : Kicks After Six - Label : Mercury                            | —                      | —                      | —                      | —                      | —                      | —                      | —                      | —                      | 8                      | Crazy World                 |
| Don't Believe Her                                                              | - Sortie : 10 décembre 1990 - Face B : Restless Nights - Label : Mercury                           | —                      | —                      | —                      | —                      | —                      | —                      | 77                     | —                      | 13                     | Crazy World                 |
| "—" indique que l'album n'entra pas dans les classements musicaux de ces pays. | |                        |                        |                        |                        |                        |                        |                        |                        |                        |                             |

### Singles de 1991 à 2000
| Titre                                                                          | Détails | Classements des ventes | Classements des ventes | Classements des ventes | Classements des ventes | Classements des ventes | Classements des ventes | Classements des ventes | Classements des ventes | Classements des ventes | Classements des ventes | Classements des ventes | Classements des ventes | Classements des ventes | Classements des ventes | Classements des ventes | De l'album                   |
| Titre                                                                          | Détails | ALL                    | AUS                    | AUT                    | BEL                    | CAN                    | FRA                    | IRL                    | NOR                    | N-Z                    | P-B                    | SUÈ                    | SUI                    | UK                     | USA Hot 100            | USA Main.              | De l'album                   |
| ------------------------------------------------------------------------------ | --- | ---------------------- | ---------------------- | ---------------------- | ---------------------- | ---------------------- | ---------------------- | ---------------------- | ---------------------- | ---------------------- | ---------------------- | ---------------------- | ---------------------- | ---------------------- | ---------------------- | ---------------------- | ---------------------------- |
| Wind of Change                                                                 | - Sortie : 20 janvier 1991 - Face B : Restless Nights - Label : Mercury - Certifications : · Platine · Platine · Or · Platine · Argent · Or | 1                      | 7                      | 1                      | 2                      | 10                     | 1                      | 2                      | 1                      | 17                     | 1                      | 1                      | 1                      | 2                      | 4                      | 2                      | Crazy World                  |
| Send Me an Angel                                                               | - Sortie : 17 septembre 1991 - Face B : Crazy World - Label : Mercury                                                                       | 5                      | —                      | 8                      | 4                      | 19                     | 11                     | —                      | —                      | —                      | 4                      | 4                      | 14                     | 27                     | 44                     | 8                      | Crazy World                  |
| Hit Between the Eyes                                                           | - Sortie : 6 janvier 1992 - Face B : Hit Between the Eyes (Live) - Label : Mercury                                                          | —                      | —                      | —                      | —                      | —                      | —                      | —                      | —                      | —                      | —                      | —                      | —                      | —                      | —                      | 24                     | Crazy World                  |
| Ветер Перемен (chant en russe)                                                 | - Sortie : janvier 1992 - Face B : Wind of Change (chant en anglais) Wind of Change (chant en espagnol) - Label : Mercury                   | 38                     | —                      | —                      | —                      | —                      | —                      | —                      | —                      | —                      | —                      | —                      | —                      | —                      | —                      | —                      | Non-album single             |
| Living for Tomorrow                                                            | - Sortie : 1992 - Face B : Bad Boys Running Wild - Label : EMI / Harvest                                                                    | —                      | —                      | —                      | —                      | —                      | —                      | —                      | —                      | —                      | —                      | —                      | —                      | —                      | —                      | —                      | Still Loving You             |
| Alien Nation                                                                   | - Sortie : 21 septembre 1993 - Face B : Unholy Alliance - Label : Mercury                                                                   | 27                     | —                      | —                      | —                      | —                      | —                      | —                      | —                      | —                      | —                      | —                      | —                      | —                      | —                      | 10                     | Face the Heat                |
| Woman                                                                          | - Sortie : 21 septembre 1993 - Face B : Under the Same Sun (Live) - Label : Mercury                                                         | —                      | —                      | —                      | —                      | —                      | —                      | —                      | —                      | —                      | —                      | —                      | —                      | —                      | —                      | 15                     | Face the Heat                |
| Under the Same Sun                                                             | - Sortie : 22 novembre 1993 - Face B : Ship of Fools - Label : Mercury                                                                      | 99                     | —                      | —                      | —                      | 31                     | 7                      | —                      | —                      | —                      | —                      | —                      | —                      | —                      | —                      | 16                     | Face the Heat                |
| No Pain No Gain                                                                | - Sortie : 7 février 1994 - Face B : Taxman Woman - Label : Mercury                                                                         | —                      | —                      | —                      | —                      | —                      | —                      | —                      | —                      | —                      | —                      | —                      | —                      | —                      | —                      | —                      | Face the Heat                |
| White Dove                                                                     | - Sortie : 11 juillet 1994 - Face B : Ave Maria no morro Kami O shin Jiru - Label : Mercury                                                 | 18                     | —                      | —                      | —                      | —                      | —                      | —                      | —                      | —                      | —                      | —                      | 20                     | —                      | —                      | —                      | Single en faveur de l'UNICEF |
| Edge of Time                                                                   | - Sortie : 1995 - Face B : No One Like You - Label : EMI / Electrola                                                                        | —                      | —                      | —                      | —                      | —                      | —                      | —                      | —                      | —                      | —                      | —                      | —                      | —                      | —                      | —                      | Deadly Sting                 |
| You and I                                                                      | - Sortie : avril 1996 - Face B : She's Knocking at My Door - Label : East West Records                                                      | 22                     | —                      | 34                     | —                      | 83                     | 21                     | —                      | —                      | —                      | —                      | 37                     | 23                     | —                      | —                      | —                      | Pure Instinct                |
| Does Anyone Know                                                               | - Sortie : septembre 1996 - Face B : Stone in My Shoe - Label : EastWest                                                                    | 81                     | —                      | —                      | —                      | —                      | —                      | —                      | —                      | —                      | —                      | —                      | —                      | —                      | —                      | —                      | Pure Instinct                |
| When Love Came Into My Life                                                    | - Sortie : décembre 1996 - Face B : Kiss of Boorowed Times - Label : EastWest                                                               | 97                     | —                      | —                      | —                      | —                      | —                      | —                      | —                      | —                      | —                      | —                      | —                      | —                      | —                      | —                      | Pure Instinct                |
| Where the Rivers Flows                                                         | - Sortie : 13 janvier 1997 - Face B : You and I, Oh Girl,, Loving You Sunday Morning (Live) - Label : EastWest                              | 97                     | —                      | —                      | —                      | —                      | —                      | —                      | —                      | —                      | —                      | —                      | —                      | —                      | —                      | —                      | Pure Instinct                |
| To Be N°1                                                                      | - Sortie : 9 mars 1999 - Face B : Mind Like a Tree - Label : EastWest                                                                       | 55                     | —                      | —                      | —                      | —                      | —                      | —                      | —                      | —                      | —                      | —                      | —                      | —                      | —                      | —                      | Eye II Eye                   |
| Mysterious                                                                     | - Sortie : 10 mars 1999 - Label : EastWest                                                                                                  | —                      | —                      | —                      | —                      | —                      | —                      | —                      | —                      | —                      | —                      | —                      | —                      | —                      | —                      | 26                     | Eye II Eye                   |
| 10 Light Years Away                                                            | - Sortie : 11 mars 1999 - Face B : Start Me Up - Label : EasWest                                                                            | —                      | —                      | —                      | —                      | —                      | —                      | —                      | —                      | —                      | —                      | —                      | —                      | —                      | —                      | —                      | Eye II Eye                   |
| Eye II Eye                                                                     | - Sortie : 12 mars 1999 - Face B : Yellow Butterfly - Label : EasWest                                                                       | —                      | —                      | —                      | —                      | —                      | —                      | —                      | —                      | —                      | —                      | —                      | —                      | —                      | —                      | —                      | Eye II Eye                   |
| Aleyah                                                                         | - Sortie : 13 mars 1999 - Label : EasWest                                                                                                   | —                      | —                      | —                      | —                      | —                      | —                      | —                      | —                      | —                      | —                      | —                      | —                      | —                      | —                      | —                      | Eye II Eye                   |
| Moment of Glory (Radio Edit)                                                   | - Sortie : juin 2000 - Face B : Moment of Glory(Album version) - Label : EMI                                                                | —                      | —                      | —                      | —                      | —                      | —                      | —                      | —                      | —                      | —                      | —                      | —                      | —                      | —                      | —                      | Moment of Glory              |
| Hurricane 2000 (Radio Edit)                                                    | - Sortie : 8 août 2000 - Face B : Hurricane 2000 (Album version) - Label : EMI                                                              | —                      | —                      | —                      | —                      | —                      | —                      | —                      | —                      | —                      | —                      | —                      | —                      | —                      | —                      | —                      | Moment of Glory              |
| Here in My Heart (Radio Edit)                                                  | - Sortie : 8 août 2000 - Face B : Wind of Change - Label : EMI                                                                              | —                      | —                      | —                      | —                      | —                      | —                      | —                      | —                      | —                      | —                      | —                      | —                      | 91                     | —                      | —                      | Moment of Glory              |
| "—" indique que l'album n'entra pas dans les classements musicaux de ces pays. | |                        |                        |                        |                        |                        |                        |                        |                        |                        |                        |                        |                        |                        |                        |                        |                              |

### Singles parus depuis 2001
| Titre                         | Détails | Classements des ventes | De l'album                             |
| Titre                         | Détails | ALL                    | De l'album                             |
| ----------------------------- | --- | ---------------------- | -------------------------------------- |
| When Love Kills Love (Studio) | - Sortie : 14 février 2001 - Face B : When Love Kills Love (Live) - Label : EastWest                                   | —                      | Acoustica                              |
| You Are the Champion          | - Sortie : 20 septembre 2004 - Face B : You Are the Champion (Instrumental) - Label : Sony BMG - Avec Michael Kleitman | 92                     | Single en hommage à Michael Schumacher |
| Miracle (Radio Edit)          | - Sortie : 5 juillet 2004 - Face B : Miracle (album version) - Label : BMG / Ariola                                    | —                      | Non-album single                       |
| We Built This House           | - Sortie : 21 décembre 2014 - Label : Sony                                                                             | —                      | Return to Forever                      |
| Eye of the Storm (Radio Edit) | - Sortie : 8 mai 2015 - Face B : Eye of the Storm - Label : Sony                                                       | —                      | Return to Forever                      |
| Sign of Hope                  | - Sortie : 14 mai 2020 - Label : Sony                                                                                  | —                      | Non-album single                       |
| Rock Believer                 | - Sortie : 14 mai 2020 - Face B : Seventh Sun - Label : Sony                                                           | —                      | Rock Believer                          |

### Singles de promotion
| Année | Où               | Titre                                       | Support de l'album             |
| ----- | ---------------- | ------------------------------------------- | ------------------------------ |
| 1975  | Japon            | In Trance                                   | In Trance                      |
| 1976  | Japon États-Unis | Speedy's Coming                             | Fly to the Rainbow             |
| 1980  | États-Unis       | Lady Starlight                              | Animal Magnetism               |
| 1984  | Espagne          | Bad Boys Running Wild                       | Love at First Sting            |
| 1984  | Mexique          | He's a Woman She's a Man / Steamrock Fever  | Taken by Force                 |
| 1985  | Allemagne        | Holyday (Live) Bad Boys Running Wild (Live) | World Wide Live                |
| 1990  | Royaume-Uni      | sample 12" 4 titres                         | Crazy World                    |
| 1990  | Mexique          | Vientos de Cambio                           | Crazy World                    |
| 1995  | États-Unis       | In Trance (Live)                            | Live Bites                     |
| 1996  | États-Unis       | Wild Child (US main.# 19)                   | Pure Instinct                  |
| 1997  | États-Unis       | Over the Top                                | Deadly Sting (US Edition 1997) |
| 1999  | Europe           | Love Is Blind                               | Best                           |
| 1999  | Malaisie         | A Moment In a Million Years                 | Eye II Eye                     |
| 2001  | Europe           | Holiday (Live)                              | Acoustica                      |
| 2001  | France           | Still Loving You (Live)                     | Acoustica                      |
| 2001  | Malaisie         | Dust in the Wind/Drive (Live)               | Acoustica                      |
| 2004  | États-Unis       | Love 'em or Leave 'em                       | Unbreakable                    |
| 2004  | Italie           | She Said                                    | Unbreakable                    |
| 2007  | International    | Humanity                                    | Humanity: Hour 1               |
| 2007  | Allemagne        | Love Will Keep Us Alive                     | Humanity: Hour 1               |
| 2007  | États-Unis       | The Future Never Dies                       | Humanity: Hour 1               |
| 2007  | Allemagne        | The Game of Life                            | Humanity: Hour 1               |
| 2010  | Europe           | The Good Die Young                          | Sting in the Tail              |
| 2010  | Europe           | The Best Is Yet to Come                     | Sting in the Tail              |
| 2010  | Pologne          | Lorelei                                     | Sting in the Tail              |
| 2010  | États-Unis       | Raised on Rock                              | Sting in the Tail              |
| 2011  | France           | Still Loving You                            | Comeblack                      |
| 2011  | Allemagne        | Children of the Revolution / Tainted Love   | Comeblack                      |
| 2013  | France           | Still Loving You (Live acoustique)          | MTV Unplugged : Live In Athens |
| 2013  | Allemagne        | Passion Rules the Game                      | MTV Unplugged : Live In Athens |
| 2015  | Allemagne        | Going Out with a Bang                       | Return To Forever              |
| 2015  | Allemagne        | House of Cards/Rock 'N' Roll Band           | Return To Forever              |
| 2022  | Europe           | Peacemaker                                  | Rock Believer                  |
| 2022  | Royaume-Uni      | Hammersmith                                 | Rock Believer                  |
| 2022  | International    | Shining of Your Soul                        | Rock Believer                  |
| 2022  | Japon            | Out Goes the Light                          | Rock Believer                  |
| 2022  | France           | The Langage of My Heart                     | Rock Believer                  |

## Vidéos/DVD
- 1984 : Super Rock '84 in Japan - Tournée Love at First Sting
- 1985 : First Sting
- 1985 : World Wide Live - Certification États-Unis : Or
- 1988 : To Russia With Love And Other Savage Amusements - Certification États-Unis : Or
- 1990 : Moscow Music Peace Festival 1989, vol 2
- 1990 : The Wall Live in Berlin - en tant qu'invités de Roger Waters
- 1991 : Crazy World Tour Live...Berlin 1991
- 2000 : Moment of Glory
- 2001 : Acoustica
- 2002 : A Savage Crazy World
- 2004 : One Night in Vienna
- 2007 : Live at Wacken Open Air 2006
- 2009 : Amazonia: Live in the Jungle
- 2011 : Live In 3D: Get Your Sting and Blackout